# Melanagromyza frigida
Melanagromyza frigida este o specie de muște din genul Melanagromyza, familia Agromyzidae, descrisă de Spencer în anul 1961.
Este endemică în Madagascar. Conform Catalogue of Life specia Melanagromyza frigida nu are subspecii cunoscute.